# Ruellia makoyana
Espèce
Ruellia makoyana est une espèce de plantes à fleurs de la famille des Acanthaceae originaire du Brésil. C'est une plante vivace pouvant atteindre 60 cm de haut et 45 cm de large, avec des feuilles persistantes velues à nervures blanches et des fleurs roses en forme de trompe en été.
Mourant en-dessous de 12°C, elle est une plante d'intérieur dans les régions tempérées. En Grande-Bretagne elle a reçu l'Award of Garden Merit de la Royal Horticultural Society.